# Morens sista suck
Morens sista suck (The Moor's Last Sigh) är en roman av Salman Rushdie utgiven 1995. Den utspelar sig i Indien och är en släktkrönika i flera generationer. Titeln är hämtad från berättelsen om Boabdil, den sista moriska kungen i Emiratet av Granada.